# Nowe Czarnowo
Nowe Czarnowo, německy Neu Zarnow, je rozlehlá vesnice ve gmině Gryfino v okrese Gryfino v Západopomořanském vojvodství v severozápadním Polsku. Nachází se na pravém břehu řeky Odra u německo-polské státní hranice v mezoregionu Dolina Dolnej Odry. Je sídlem solectví.

## Historie a popis
Nowe Czarnowo, které leží v nadmořské výšce cca 5 m, bylo založeno kolem roku 1819. Již v roce 1842 mělo více než třicet domů. Patřilo až do roku 1945 k Německu. Po druhé světové válce bylo německé obyvatelstvo vysídleno. V letech 1975–1998 vesnice administrativně patřila do Štětínského vojvodství. Nowe Czarnowo bylo dříve zaměřeno na rekreaci a lázeňství, což se změnilo díky výstavbě uhelné elektrárny Dolna Odra (Elektrownia Dolna Odra). Teplé výtokové vody elektrárny se také využívají k chovu ryb. Nowe Czarnowo je rozdělené státní silnicí 31 (Droga Krajova nr 31) a železniční tratí Wrocław–Szczecin (Linia Kolejowa 273) na dvě části a to „starou“ a „novou“, které jsou od sebe poměrně vzdáleny. Je zde zřízena železniční stanice Dolna Odra a dříve také zastávka Nowe Czarnowo. Nachází se zde poměrně hodně výrobních a servisních firem. Vesnicí protéká říčka Pniewa, která se vlévá do Odry. Ve vesnici není kostel. Nejbližším okolním sídlem je Krajnik.

## Turistika
- Dálková cyklistická trasa Szlak Zielona Odra.
- Dálková trasa pro pěší Szlak Nadodrzański.
- Krzywy Las - Populární a chráněný borový les se zakřivenými kmeny nejasného zřejmě antropogenního vzniku.[5]

## Galerie

Mapa
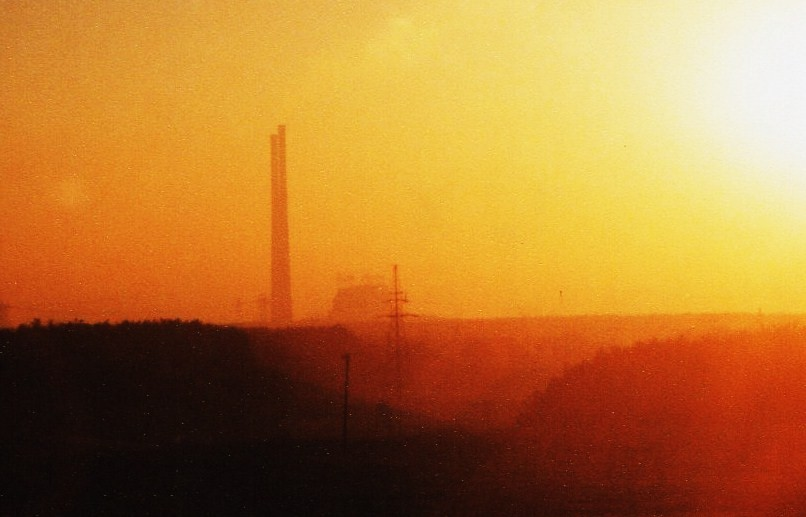
Západ slunce nad elektrárnou
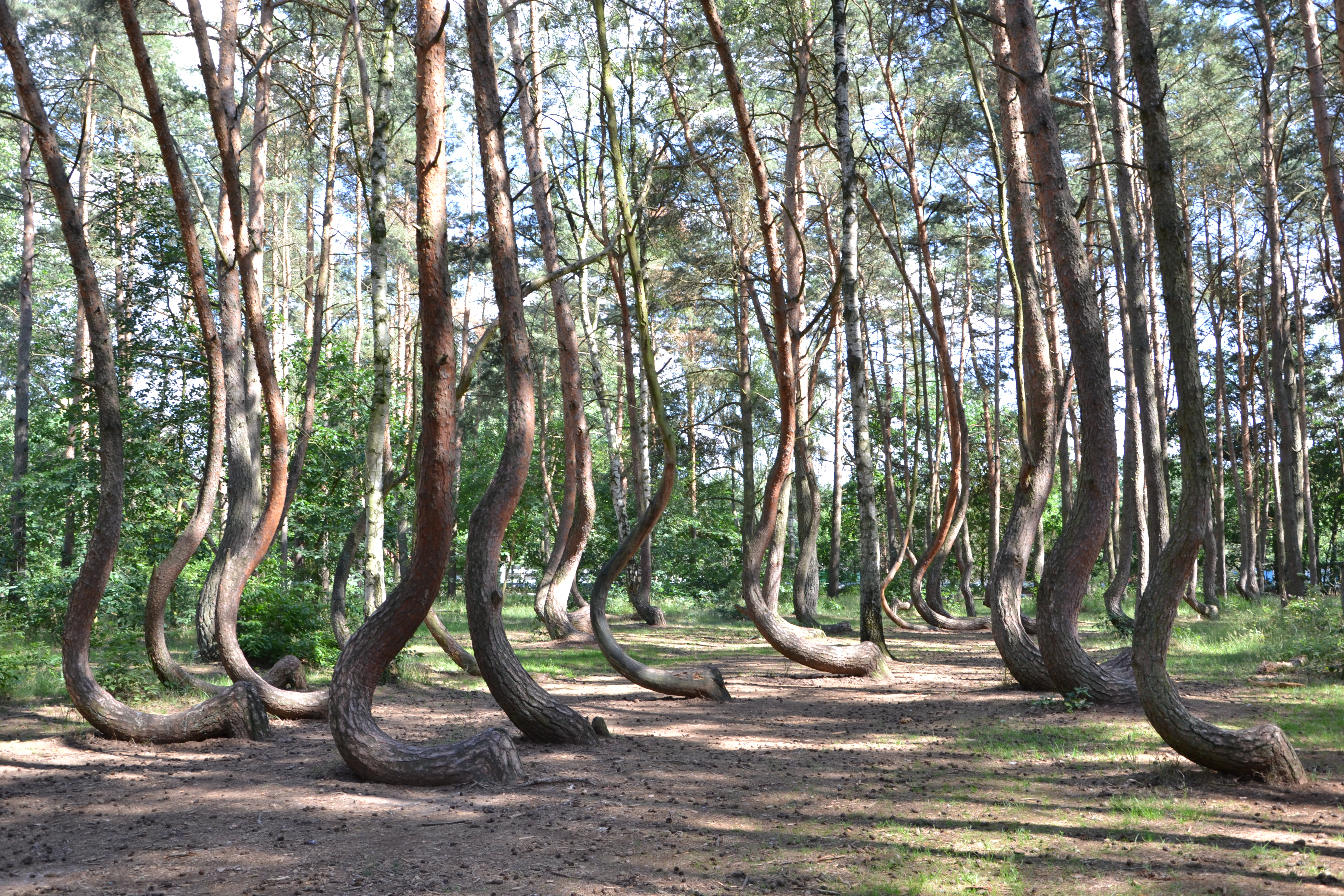
Krzywy Las
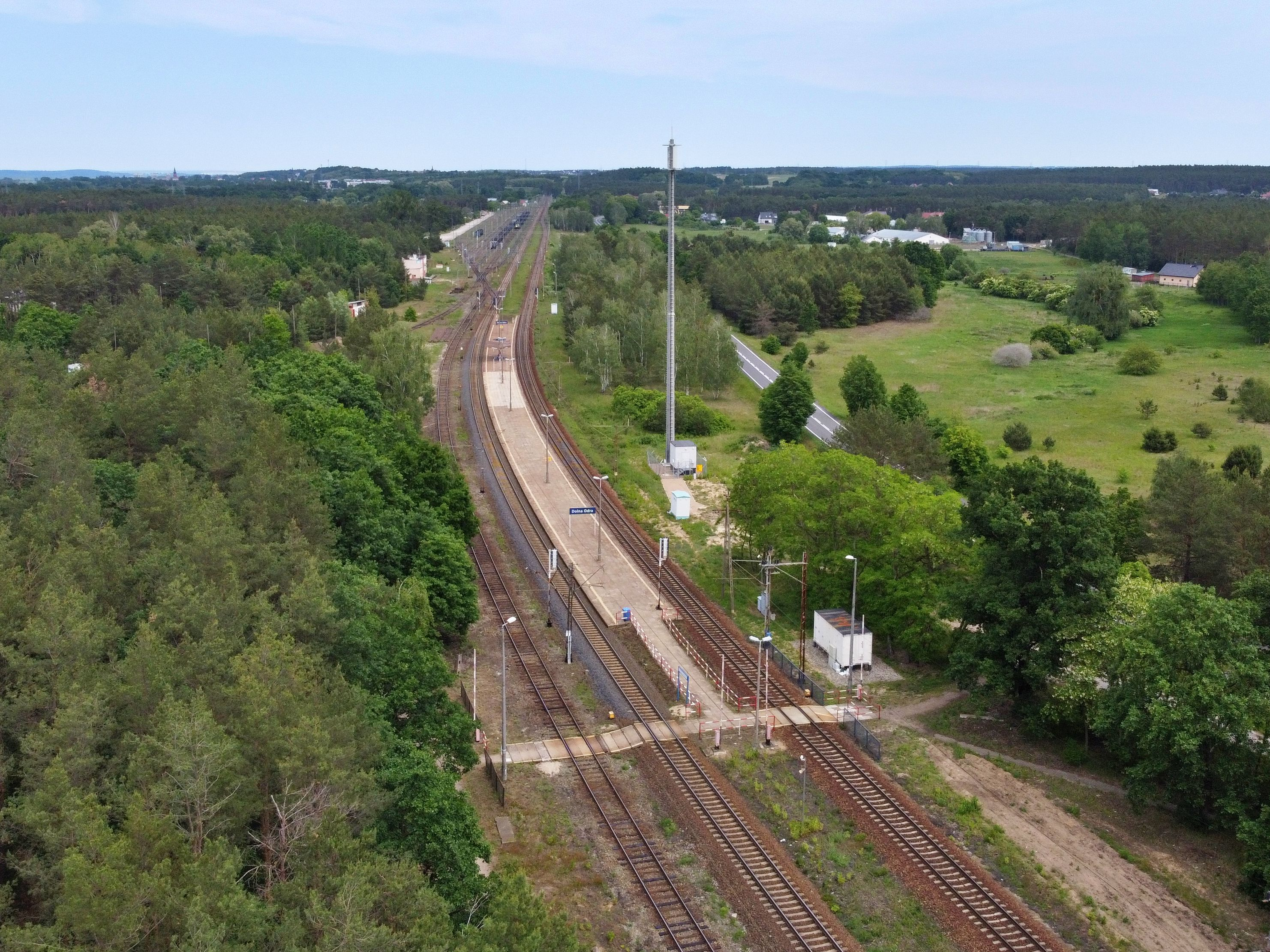
Železniční tratí Wrocław–Szczecin (Linia Kolejowa 273)